# Nazionale maschile di calcio di San Marino
La nazionale maschile di calcio di San Marino è la rappresentativa calcistica maschile di San Marino ed è posta sotto l'egida della Federazione Sammarinese Giuoco Calcio.
Date le dimensioni esigue dello stato che rappresenta, la scarsa popolazione da cui si possono attingere calciatori (complici anche le leggi molto restrittive in vigore per la concessione della cittadinanza sammarinese, che spesso precludono la possibilità di procedere a naturalizzazioni) e il livello particolarmente limitato e a carattere dilettantistico del proprio campionato interno, San Marino è una delle selezioni calcistiche nazionali più modeste dal punto di vista tecnico e in termini di risultati; essa, infatti, in oltre trent'anni di attività, può annoverare soltanto tre vittorie, tutte ottenute contro la rappresentativa di un altro microstato, il Liechtenstein (la prima nel 2004 in amichevole, le altre due in UEFA Nations League nel 2024), e occupa stabilmente le ultime posizioni del ranking FIFA. I giocatori schierati in campo, qualora non militino nel campionato sammarinese, giocano perlopiù nelle serie dilettantistiche italiane.
Nella classifica mondiale della FIFA, in vigore dall'agosto 1993, ha ottenuto quale miglior risultato il 118º posto nel settembre di quell'anno, mentre il peggior piazzamento è la 211ª posizione (l'ultima), occupata più volte, l'ultima delle quali a giugno 2023.
Al 28 novembre 2024 occupa la 210ª posizione, la penultima complessiva e l'ultima tra le nazionali attive, essendo la 211ª posizione occupata dall'Eritrea che non disputa una gara ufficiale dal 2020.

## Storia

### Esordi
La nazionale calcistica di San Marino ottiene l'affiliazione alla UEFA e alla FIFA soltanto nel 1988, dopo due anni di regime provvisorio. La prima partita ufficiale giocata da San Marino, il 14 novembre 1990, si conclude con una sconfitta per 4-0 contro la Svizzera, in una gara valida per le qualificazioni al campionato d'Europa 1992. In precedenza, il 28 marzo 1986 la compagine sammarinese aveva giocato la prima gara assoluta della sua storia, un'amichevole persa per 1-0 contro la nazionale olimpica canadese.

### Anni novanta

Il sammarinese Davide Gualtieri (a destra) esulta per la rete segnata all' al Dall'Ara di Bologna il 17 novembre 1993 dopo 8,3 secondi di gioco: un record, per gli incontri tra nazionali di calcio, che resisterà per i successivi 23 anni.

Il primo punto di San Marino in una gara ufficiale arriva nelle stesse qualificazioni al campionato del mondo del 1994, il 10 marzo 1993, quando la squadra del Titano riesce a pareggiare a reti inviolate contro la Turchia a Serravalle.
Sempre a quel periodo risale l'allora record della marcatura più veloce nella storia degli incontri tra nazionali, detenuto da San Marino per i successivi 23 anni. In una gara valida per le qualificazioni al campionato mondiale di USA 1994, disputata allo stadio Renato Dall'Ara di Bologna il 17 novembre 1993 contro l'Inghilterra, l'attaccante sammarinese Davide Gualtieri va, infatti, a rete quando sono trascorsi appena 8,3 secondi di gioco; la partita termina poi 7-1 in favore degli inglesi. Il primato sarà migliorato – di 2 decimi – solo il 10 ottobre 2016 dal giocatore belga Christian Benteke, nella partita Gibilterra-Belgio valida per le qualificazioni al campionato mondiale di Russia 2018.
Il 10 ottobre 1998 la federcalcio sammarinese nomina ct della nazionale Giampaolo Mazza, destinato a ricoprire l'incarico per quindici anni.

### Anni duemila
A partire dal 1994 la nazionale sammarinese viene sconfitta in tutte le partite fino al 25 aprile 2001, quando a Riga pareggia per 1-1 contro la Lettonia (per San Marino il gol è del difensore Nicola Albani) in una partita valida per le qualificazioni al campionato del mondo del 2002.
Il 20 agosto 2003 arriva il terzo risultato utile (il secondo in trasferta) per San Marino, anche se solo in amichevole, contro il Liechtenstein, nella partita che termina con il risultato di 2-2 (prima partita in cui la squadra sammarinese riesce a realizzare più di una rete) con i gol di Alex Gasperoni e Nicola Ciacci per la nazionale del Titano. Il 28 aprile 2004, all'Olimpico di Serravalle, sempre in amichevole, contro il Liechtenstein, San Marino ottiene la sua prima vittoria, battendo gli avversari per 1-0 con rete su calcio di punizione del capitano Andy Selva.
Serravalle, 28 aprile 2004, stadio Olimpico

Amichevole
 San Marino – Liechtenstein 

1 – 0

- San Marino: Gasperoni F., Bacciocchi, Della Valle, Valentini, Albani, Gasperoni A. (85' Moretti L.) , Domeniconi, Muccioli (71' Moretti M.), Selva (C) (48' Montagna), Marani (36' Gasperoni B.), Ciacci (53' Vannucci).
- Allenatore: Mazza.

- Liechtenstein: Jehle, Telser, Hasler, Stocklasa Ma., Stocklasa Mi., Beck (68' Vogt), Gerster, Büchel (56' Rohrer), Burgmeier, D'Elia, Frick (C).
- Allenatore: Andermatt.

- Arbitro: Sammut (Malta)
- Marcatori:  6’ Selva.
- Spettatori: 200 circa.

Trattandosi di una partita ufficiale FIFA, anche se amichevole, questa vittoria è annoverata tra le statistiche ufficiali. Anche la peggiore sconfitta di San Marino risale a questo periodo, precisamente al 6 settembre 2006, quando a Serravalle la squadra è battuta dalla Germania per 0-13 in un match valido per il gruppo D delle qualificazioni al campionato d'Europa 2008.
I sammarinesi sfiorano un'altra impresa il 7 febbraio 2007, perdendo al 5' di recupero del secondo tempo in casa contro la decisamente più quotata Irlanda a Serravalle (2-1, con gol iniziale di Kilbane al 49', poi pareggio momentaneo di Manuel Marani all'86' e gol di Stephen Ireland al 95'), difendendosi bene e con un'Irlanda decisamente sotto tono e poco concentrata in attacco. Per lo scarso risultato i giocatori irlandesi e soprattutto il loro tecnico, Steve Staunton, sarebbero stati oggetto, al rientro a Dublino, di critiche asperrime.
La nazionale sammarinese conclude il girone con due reti all'attivo (la seconda contro il Galles su calcio di punizione di Andy Selva) con zero punti ottenuti e 57 gol subiti. Per le qualificazioni al campionato mondiale del 2010 San Marino è inserito nel gruppo 3 con Rep. Ceca, Polonia, Irlanda del Nord, Slovacchia e Slovenia. La squadra conclude il girone a zero punti, realizzando una sola rete (con Andy Selva, in casa, il 10 settembre 2008 contro la Slovacchia) e con una differenza reti di -46.

### Anni duemiladieci
Per le qualificazioni al campionato europeo del 2012, la nazionale del Titano è inserita nel gruppo E, insieme con Paesi Bassi, Svezia, Ungheria, Finlandia e Moldavia. Non ottiene alcun punto, subendo 10 sconfitte in altrettante gare, con nessuna marcatura all'attivo e 53 reti al passivo.
Partecipa alle qualificazioni al campionato mondiale del 2014, inserita nel Gruppo H con Inghilterra, Montenegro, Ucraina, Polonia e Moldavia. Conclude il cammino senza raccogliere alcun punto, ma riuscendo a segnare una rete grazie ad Alessandro Della Valle nell'incontro perso per 1-5 contro la Polonia. La compagine di San Marino, con l'ultima sconfitta contro l'Ucraina, detiene il record negativo di 60 partite perse consecutivamente dal 28 marzo 2001.
Il 17 ottobre 2013 Giampaolo Mazza, all'epoca il CT di una selezione nazionale in carica da più tempo a livello europeo, si dimette dall'incarico di allenatore di San Marino dopo 84 sconfitte e un pari in partite ufficiali. La squadra rimane senza allenatore per quasi quattro mesi prima che, il 15 febbraio 2014, venga nominato Pierangelo Manzaroli come nuovo commissario tecnico.
Dopo pochi mesi, nelle qualificazioni al Campionato europeo di calcio 2016, la nazionale del Titano pareggia in casa (a Serravalle) per 0-0 contro l'Estonia, ottenendo il primo punto valido per le qualificazioni continentali nella storia di San Marino. L'8 settembre 2015, nella partita persa per 2-1 in casa della Lituania, la nazionale sammarinese torna a segnare in una partita ufficiale dopo due anni, a quattordici anni dall'ultimo gol realizzato in trasferta (25 aprile 2001, contro la Lettonia).
Partecipa alle qualificazioni al campionato mondiale di calcio 2018, dove viene inserita nel gruppo C con Germania, Irlanda del Nord, Rep. Ceca, Azerbaigian e Norvegia. Conclude all'ultimo posto nel girone, con zero punti, ma con all'attivo 2 reti realizzate, la prima contro la Norvegia, nel match perso per 4-1, grazie a Mattia Stefanelli, e la seconda meno di un anno dopo, grazie a Mirko Palazzi, a segno a Baku contro l'Azerbaigian, nella partita persa per 5-1.
Successivamente San Marino prende parte alla prima edizione della UEFA Nations League, nuova competizione europea, nella quale la squadra è inserita nel gruppo 2 della Lega D insieme con Bielorussia, Lussemburgo e Moldavia. A seguito della sconfitta contro il Lussemburgo, alla quarta giornata, viene eliminato, perdendo la possibilità di disputare i play-off, valevoli per la qualificazione al campionato europeo di calcio 2020. San Marino termina il girone all'ultimo posto, perdendo tutte le partite e subendo in totale 16 reti, a fronte di zero marcature realizzate.
Inserita nel gruppi I delle qualificazioni al campionato europeo di calcio 2020 con Belgio, Russia, Scozia, Cipro e Kazakistan, la compagine biancazzurra non riesce a ottenere punti, piazzandosi ultima con 10 sconfitte in altrettante partite, un gol realizzato e 51 subiti. Il 16 novembre 2019 la squadra torna a segnare dopo oltre due anni (non accadeva da settembre 2017) nella partita persa per 1-3 in casa contro i kazaki.

### Anni duemilaventi

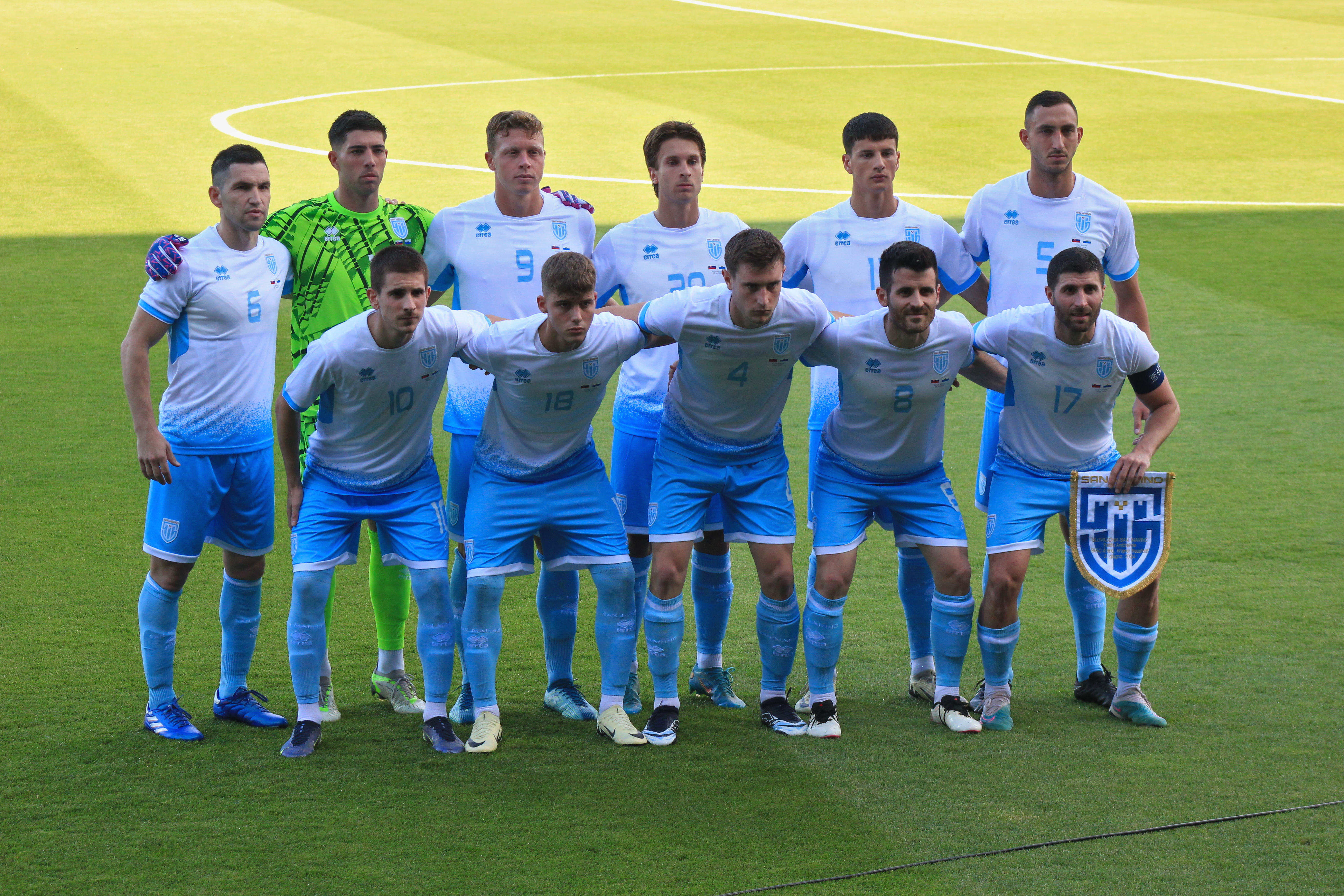
L'undici iniziale del Titano prima di un incontro nel 2024

Per l'edizione della UEFA Nations League 2020-2021 viene inserita nel gruppo 2 della Lega D nel girone con Gibilterra e Liechtenstein.
Dopo le prime due sconfitte a Gibilterra (1-0) e in casa contro il Liechtenstein (0-2), riesce il 13 ottobre 2020 ad ottenere un punto proprio nella gara di ritorno a Vaduz contro la squadra del Principato, pareggiando per 0-0. La nazionale di Franco Varrella conquista così il suo primo punto in questa competizione, un pareggio dopo 39 sconfitte consecutive e per la prima volta nella sua storia non subisce reti in trasferta. Il risultato è bissato il 14 novembre seguente, dove la nazionale del Titano strappa un punto con il medesimo punteggio a Gibilterra.
Nelle qualificazioni per il mondiale di Qatar 2022, la nazionale sammarinese torna a realizzare una rete tra le proprie mura amiche nell'incontro perso (1-7) contro la Polonia. Si ripeterà nel marzo 2022 nell'1-2 con la Lituania.
Il 21 settembre 2022 la nazionale sammarinese pareggia di nuovo in casa, per 0-0, in una partita amichevole contro le Seychelles. Nel mese di novembre dello stesso anno vengono disputate due amichevoli contro la Saint Lucia, entrambe giocate nei Caraibi: la prima partita termina 1-1, con i sammarinesi che segnano la rete del pareggio nel recupero del secondo tempo, mentre il secondo incontro viene vinto da Saint Lucia per 1-0, con un rigore nel finale.
Nel girone di qualificazione al campionato d'Europa 2024 la nazionale viene sorteggiata con Danimarca, Irlanda del Nord, Kazakistan, Slovenia e Finlandia. Il primo gol segnato da San Marino nella rassegna arriva il 17 ottobre 2023, all'ottava partita, nella sconfitta interna per 1-2 contro i danesi, e viene messo a referto da Alessandro Golinucci, il capitano, che al 61' di gioco segna la rete del momentaneo pareggio. Il Titano riesce ad andare in gol anche nelle successive due partite, contro Kazakistan e Finlandia, perse per 3-1 ad Astana e per 1-2 a Serravalle. In un'amichevole contro Saint Kitts e Nevis Filippo Berardi segna su calcio di rigore il gol del vantaggio dei sammarinesi nella sfida poi persa per 1-3: per la prima volta San Marino riesce a segnare in quattro partite ufficiali consecutive. Nella seconda amichevole contro Saint Kitts e Nevis San Marino riesce a pareggiare per 0-0.
Durante il sorteggio della Lega D della UEFA Nations League 2024-2025, viene inserita nel gruppo 1 insieme a Gibilterra e Liechtenstein. Il 5 settembre 2024, in occasione della prima giornata, San Marino torna dopo vent'anni alla vittoria battendo per 1-0 il Liechtenstein in casa (come nel 2004 e con lo stesso risultato) con il gol realizzato al 53' da Nicko Sensoli: si tratta della prima vittoria per i sammarinesi in gare ufficiali. Successivamente, il 10 ottobre perde la gara in trasferta contro Gibilterra mentre il 15 novembre ottiene un pareggio nella gara di ritorno, con un rigore nei minuti di recupero realizzato da Nicola Nanni restando in corsa per la promozione. Tre giorni più tardi, il 18 novembre, la nazionale del Titano ottiene un'altra storica vittoria contro il Liechtenstein a Vaduz per 1-3 grazie alle reti di Lorenzo Lazzari, ancora Nanni su rigore, mentre la terza rete la sigla Alessandro Golinucci. Questa vittoria consente alla nazionale di vincere il proprio girone di Nations League, ottenendo la promozione diretta nella Lega C della successiva edizione. La partita segna anche la prima vittoria in trasferta ottenuta in assoluto, oltre alla prima vittoria dopo essere passati in svantaggio, segnando ben tre reti, nuovo record in una singola partita.

## Stadio

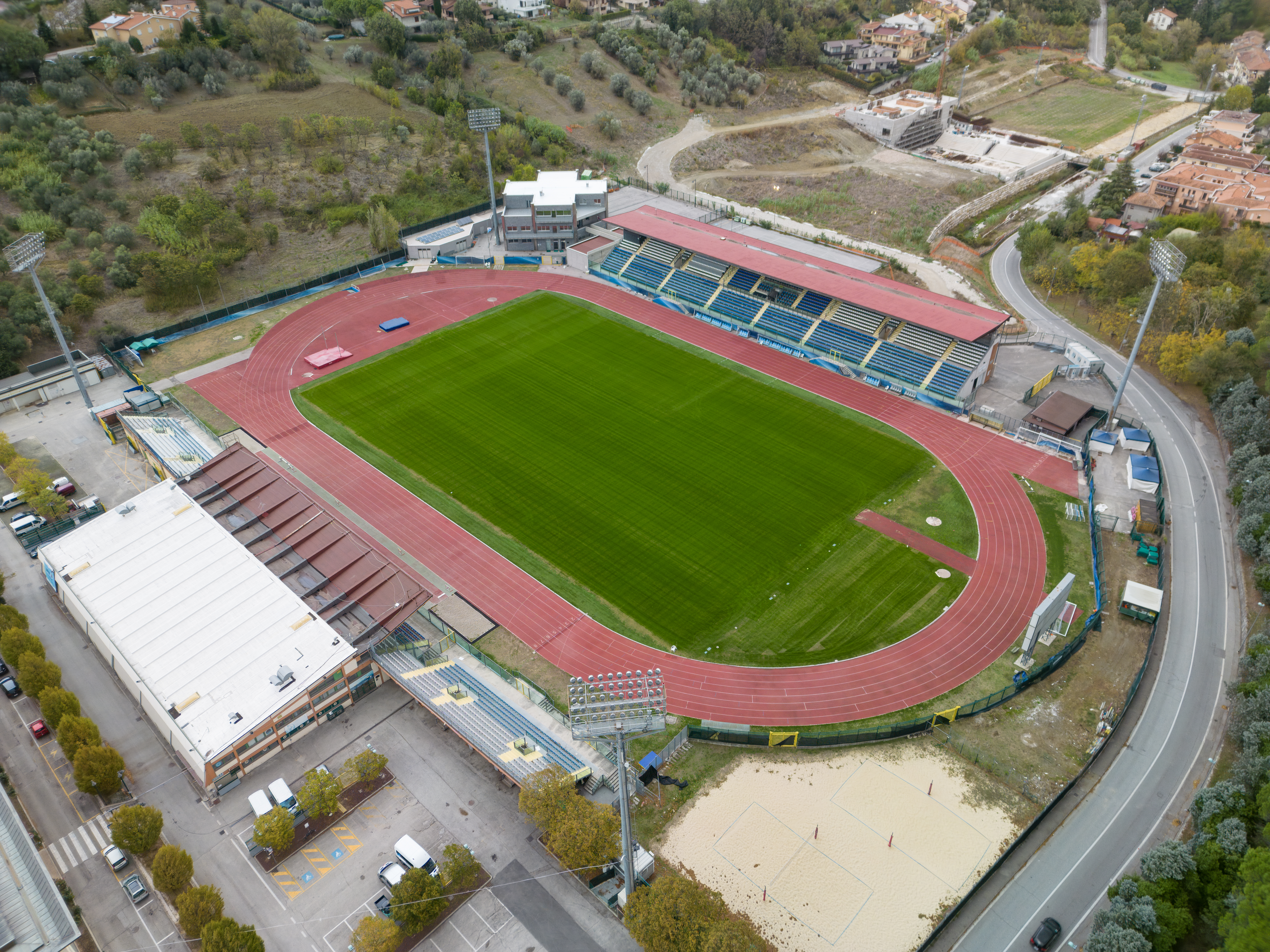
Il San Marino Stadium, l'impianto di gioco per le partite in casa della nazionale sammarinese.

La nazionale sammarinese gioca le partite casalinghe al San Marino Stadium di Serravalle, impianto che ha una capienza di 5500 posti a sedere ed ospita la finale del campionato sammarinese di calcio e le partite di coppe europee delle squadre della Repubblica.
La selezione ha occasionalmente giocato alcune partite casalinghe fuori dai confini nazionali, nella vicina regione Emilia Romagna: ha ospitato l'Inghilterra e i Paesi Bassi nelle qualificazioni al Campionato mondiale del 1994 allo Stadio Renato Dall'Ara di Bologna, il Liechtenstein nella UEFA Nations League 2020-2021 allo Stadio Romeo Neri di Rimini e il 16 giugno 2023 contro il Kazakistan allo Stadio Ennio Tardini di Parma.
Dalla stagione 2012-2013, la selezione ha un gruppo di tifosi nominato "Brigata Mai 1 Gioia", sempre presente alle partite casalinghe della nazionale e in diversi casi presenziano pure alle trasferte. Inizialmente composto da italiani (in buona parte provenienti dalla vicina Emilia Romagna), da tedeschi e da francesi; la tifoseria si è successivamente allargata accogliendo tifosi di varie zone d'Europa e non solo. 

## Colori e simboli

### Colori
La nazionale di San Marino veste i colori della bandiera della Repubblica, azzurro e bianco. La prima tinta, tipicamente declinata in una nuance chiara, domina sui completi interni, mentre le divise di cortesia sono all'opposto bianche. In alcuni casi, per i limiti dei contratti di fornitura (che dal 2007 sono mediati dal Kit Assistance Scheme, un programma della UEFA che consente alle sue federazioni di minor livello di acquisire a titolo gratuito gli articoli necessari alla pratica agonistica da un produttore convenzionato), la nazionale è altresì scesa in campo con divise blu. Negli anni 2020 l'azienda Macron ha riservato a San Marino un trattamento più personalizzato, realizzando in particolare una peculiare divisa esterna nera (con le tinte repubblicane relegate alle finiture) e soprattutto, nel 2021, una speciale maglia celebrativa del 90º anniversario di fondazione della FSGC, che riprende i colori della primissima bandiera sammarinese del 1465 (arancione, bianco e paonazzo), la quale è stata indossata nel match del 15 novembre contro l'Inghilterra, valido per le qualificazioni ai mondiali 2022. Il fornitore Erreà, subentrato a Macron nella gestione del programma di Kit Assistance, ha proseguito con questa filosofia.
| |  | La maglia indossata per i 90 anni della FSGC (2021) |
| Manica sinistra · Manica sinistra · Maglietta · Maglietta · Manica destra · Manica destra · Pantaloncini · Calzettoni · Calzettoni |  |                                                     |
| La maglia indossata per i 90 anni della FSGC (2021)                                                                                |  |                                                     |

### Simboli ufficiali
Fino a inizio 2021 la nazionale si riconosceva simbolicamente nell'emblema federale: lo stemma della Repubblica, racchiuso in uno scudo circolare bianco con corona azzurra recante la denominazione Federazione Sammarinese Giuoco Calcio.
Nel febbraio 2021 la federazione ha rinnovato la sua identità visiva, separando lo stemma della parte istituzionale da quello della parte sportiva. Le selezioni nazionali hanno pertanto adottato uno scudetto dal bordo azzurro, con un taglio diagonale che va a ricreare la S di San; al suo interno sono presenti in forma stilizzata di colore azzurro le tre torri, simbolo nazionale, che vanno a ricreare la M di Marino. Il simbolo si completa con la dicitura San Marino color oro posta sulla sommità dello scudetto.

Stemma della nazionale, nonché della FSGC fino al 2021.
Stemma delle selezioni calcistiche sammarinesi dal 2021.

## Commissari tecnici
- Giulio Cesare Casali 1986-1990
- Giorgio Leoni 1990-1996
- Massimo Bonini 1996-1998
- Giampaolo Mazza 1998-2013
- Pierangelo Manzaroli 2014-2018
- Franco Varrella 2018-2021
- Fabrizio Costantini 2021-2023
- Roberto Cevoli 2023-

## Calciatori
Nella storia della selezione, il giocatore più importante e titolato a livello di club è stato Massimo Bonini, tra i protagonisti nella Juventus plurivittoriosa degli anni 1980: con i bianconeri ha vinto tre scudetti, una Coppa Italia, una Coppa delle Coppe, una Supercoppa UEFA, una Coppa dei Campioni e una Coppa Intercontinentale; dopo la carriera calcistica intraprese quella di allenatore, diventando il CT della nazionale sammarinese dal 1996 al 1998, e quindi quella di dirigente in seno alla FSGC. Nel 2004 la Federazione Sammarinese Giuoco Calcio (FSGC) lo nominò miglior giocatore della propria storia e la UEFA lo insignì del titolo di Golden Player (Giocatore d'oro).
Oltre a lui si ricordano Marco Macina, che insieme a Bonini è uno dei due calciatori sammarinesi ad avere disputato partite nella massima serie italiana (con Bologna e Milan) e Claudio Maiani, che, dopo essere cresciuto nelle giovanili della Juventus, ha vinto cinque campionati tra Serie B e Serie C (con Cremonese, Padova, Bologna e Lanerossi Vicenza) e successivamente è stato preparatore dei portieri della squadra bianconera.
Il giocatore più rappresentativo della nazionale nei primi anni del terzo millennio è stato Andy Selva, che detiene il record di reti (8) nella selezione; in carriera ha militato in Serie C1/Prima Divisione con le maglie di SPAL, Padova, Sassuolo e Verona; con il Sassuolo ha disputato anche una stagione in Serie B.
Il giocatore più giovane ad essere sceso in campo con la maglia della nazionale è Matteo Vitaioli, che debuttò a 17 anni 11 mesi e 20 giorni in una gara persa 2-1 contro il Galles valida per le Qualificazioni al campionato europeo di calcio 2008, diventando nel 2022 recordman di presenze della nazionale.

## Partecipazioni ai tornei internazionali
Legenda: Grassetto: Risultato migliore, Corsivo: Mancate partecipazioni

## Statistiche dettagliate sui tornei internazionali

### Mondiali
| Anno | Luogo                    | Piazzamento      | V | N | P | Gol |
| ---- | ------------------------ | ---------------- | - | - | - | --- |
| 1990 | Italia                   | Non partecipante | - | - | - | -   |
| 1994 | Stati Uniti              | Non qualificata  | - | - | - | -   |
| 1998 | Francia                  | Non qualificata  | - | - | - | -   |
| 2002 | Giappone / Corea del Sud | Non qualificata  | - | - | - | -   |
| 2006 | Germania                 | Non qualificata  | - | - | - | -   |
| 2010 | Sudafrica                | Non qualificata  | - | - | - | -   |
| 2014 | Brasile                  | Non qualificata  | - | - | - | -   |
| 2018 | Russia                   | Non qualificata  | - | - | - | -   |
| 2022 | Qatar                    | Non qualificata  | - | - | - | -   |

### Europei
| Anno | Luogo              | Piazzamento     | V | N | P | Gol |
| ---- | ------------------ | --------------- | - | - | - | --- |
| 1992 | Svezia             | Non qualificata | - | - | - | -   |
| 1996 | Inghilterra        | Non qualificata | - | - | - | -   |
| 2000 | Belgio Paesi Bassi | Non qualificata | - | - | - | -   |
| 2004 | Portogallo         | Non qualificata | - | - | - | -   |
| 2008 | Svizzera Austria   | Non qualificata | - | - | - | -   |
| 2012 | Polonia Ucraina    | Non qualificata | - | - | - | -   |
| 2016 | Francia            | Non qualificata | - | - | - | -   |
| 2020 | Europa             | Non qualificata | - | - | - | -   |
| 2024 | Germania           | Non qualificata | - | - | - | -   |

### Confederations Cup
| Anno | Luogo                    | Piazzamento     | V | N | P | Gol |
| ---- | ------------------------ | --------------- | - | - | - | --- |
| 1992 | Arabia Saudita           | Non qualificata | - | - | - | -   |
| 1995 | Arabia Saudita           | Non qualificata | - | - | - | -   |
| 1997 | Arabia Saudita           | Non qualificata | - | - | - | -   |
| 1999 | Messico                  | Non qualificata | - | - | - | -   |
| 2001 | Corea del Sud / Giappone | Non qualificata | - | - | - | -   |
| 2003 | Francia                  | Non qualificata | - | - | - | -   |
| 2005 | Germania                 | Non qualificata | - | - | - | -   |
| 2009 | Sudafrica                | Non qualificata | - | - | - | -   |
| 2013 | Brasile                  | Non qualificata | - | - | - | -   |
| 2017 | Russia                   | Non qualificata | - | - | - | -   |

### Nations League
| Anno      | Luogo       | Piazzamento   | V | N | P | Gol  |
| --------- | ----------- | ------------- | - | - | - | ---- |
| 2018-2019 | Portogallo  | 16ª in Lega D | 0 | 0 | 6 | 0:16 |
| 2020-2021 | Italia      | 6ª in Lega D  | 0 | 2 | 2 | 0:3  |
| 2022-2023 | Paesi Bassi | 6ª in Lega D  | 0 | 0 | 4 | 0:9  |
| 2024-2025 | Germania    | 2ª in Lega D  | 2 | 1 | 1 | 5:3  |

## Confronti con le altre nazionali

### Partite ufficiali
Statistiche aggiornate al 10 giugno 2025.
| Avversario           | Giocate | Vittorie | Pareggi | Sconfitte | Gol fatti | Gol subiti | Diff. reti | % Vittorie |
| -------------------- | ------- | -------- | ------- | --------- | --------- | ---------- | ---------- | ---------- |
| Albania              | 4       | 0        | 0       | 4         | 0         | 13         | −13        | 0%         |
| Andorra              | 4       | 0        | 0       | 4         | 0         | 9          | −9         | 0%         |
| Austria              | 3       | 0        | 0       | 3         | 1         | 15         | −14        | 0%         |
| Azerbaigian          | 2       | 0        | 0       | 2         | 1         | 6          | −5         | 0%         |
| Belgio               | 8       | 0        | 0       | 8         | 3         | 46         | −43        | 0%         |
| Bielorussia          | 2       | 0        | 0       | 2         | 0         | 7          | −7         | 0%         |
| Bosnia ed Erzegovina | 3       | 0        | 0       | 3         | 1         | 7          | −6         | 0%         |
| Bulgaria             | 2       | 0        | 0       | 2         | 0         | 7          | −7         | 0%         |
| Capo Verde           | 1       | 0        | 0       | 1         | 0         | 2          | −2         | 0%         |
| Cipro                | 8       | 0        | 0       | 8         | 1         | 21         | −20        | 0%         |
| Croazia              | 3       | 0        | 0       | 3         | 0         | 18         | −18        | 0%         |
| Danimarca            | 2       | 0        | 0       | 2         | 1         | 6          | −5         | 0%         |
| Estonia              | 5       | 0        | 1       | 4         | 0         | 9          | −9         | 0%         |
| Fær Øer              | 2       | 0        | 0       | 2         | 1         | 6          | −5         | 0%         |
| Finlandia            | 6       | 0        | 0       | 6         | 2         | 23         | −21        | 0%         |
| Galles               | 4       | 0        | 0       | 4         | 1         | 16         | −15        | 0%         |
| Germania             | 4       | 0        | 0       | 4         | 0         | 34         | −34        | 0%         |
| Gibilterra           | 4       | 0        | 2       | 2         | 1         | 3          | −2         | 0%         |
| Grecia               | 2       | 0        | 0       | 2         | 0         | 6          | −6         | 0%         |
| Kosovo               | 1       | 0        | 0       | 1         | 1         | 4          | −3         | 0%         |
| Inghilterra          | 8       | 0        | 0       | 8         | 1         | 52         | −51        | 0%         |
| Irlanda              | 2       | 0        | 0       | 2         | 1         | 7          | −6         | 0%         |
| Irlanda del Nord     | 6       | 0        | 0       | 6         | 0         | 19         | −19        | 0%         |
| Islanda              | 1       | 0        | 0       | 1         | 0         | 1          | −1         | 0%         |
| Israele              | 2       | 0        | 0       | 2         | 0         | 13         | −13        | 0%         |
| Italia               | 3       | 0        | 0       | 3         | 0         | 15         | −15        | 0%         |
| Kazakistan           | 4       | 0        | 0       | 4         | 2         | 13         | -11        | 0%         |
| Lettonia             | 5       | 0        | 1       | 4         | 1         | 9          | −8         | 0%         |
| Liechtenstein        | 8       | 3        | 2       | 3         | 7         | 7          | 0          | 37,5%      |
| Lussemburgo          | 2       | 0        | 0       | 2         | 0         | 6          | −6         | 0%         |
| Lituania             | 5       | 0        | 0       | 4         | 2         | 11         | −9         | 0%         |
| Malta                | 3       | 0        | 0       | 3         | 2         | 6          | −4         | 0%         |
| Moldavia             | 8       | 0        | 0       | 8         | 0         | 16         | −16        | 0%         |
| Montenegro           | 2       | 0        | 0       | 2         | 0         | 9          | −9         | 0%         |
| Norvegia             | 4       | 0        | 0       | 4         | 1         | 24         | −23        | 0%         |
| Paesi Bassi          | 6       | 0        | 0       | 6         | 0         | 39         | −39        | 0%         |
| Polonia              | 10      | 0        | 0       | 10        | 2         | 45         | −43        | 0%         |
| Rep. Ceca            | 6       | 0        | 0       | 6         | 0         | 31         | −31        | 0%         |
| Romania              | 4       | 0        | 0       | 4         | 2         | 15         | −13        | 0%         |
| Russia               | 4       | 0        | 0       | 4         | 0         | 25         | −25        | 0%         |
| Saint Lucia          | 2       | 0        | 1       | 1         | 1         | 2          | −1         | 0%         |
| Saint Kitts e Nevis  | 2       | 0        | 1       | 1         | 1         | 3          | −2         | 0%         |
| Scozia               | 8       | 0        | 0       | 8         | 0         | 27         | −27        | 0%         |
| Serbia               | 2       | 0        | 0       | 2         | 0         | 8          | −8         | 0%         |
| Seychelles           | 1       | 0        | 1       | 0         | 0         | 0          | 0          | 0%         |
| Slovacchia           | 5       | 0        | 0       | 5         | 1         | 26         | −25        | 0%         |
| Slovenia             | 7       | 0        | 0       | 7         | 0         | 26         | −26        | 0%         |
| Spagna               | 4       | 0        | 0       | 4         | 0         | 26         | −26        | 0%         |
| Svezia               | 4       | 0        | 0       | 4         | 0         | 22         | −22        | 0%         |
| Svizzera             | 4       | 0        | 0       | 4         | 0         | 22         | −22        | 0%         |
| Turchia              | 4       | 0        | 1       | 3         | 1         | 16         | −15        | 0%         |
| Ucraina              | 2       | 0        | 0       | 2         | 0         | 17         | −17        | 0%         |
| Ungheria             | 6       | 0        | 0       | 6         | 0         | 26         | −26        | 0%         |
| Totale               | 214     | 3        | 10      | 201       | 39        | 842        | −803       | 1,4%       |

| Competizione            | Partite | Vittorie | Pareggi | Sconfitte | Gol fatti | Gol subiti | Dif. reti |
| ----------------------- | ------- | -------- | ------- | --------- | --------- | ---------- | --------- |
| Amichevoli              | 31      | 1        | 4       | 26        | 10        | 76         | −66       |
| Qualificazioni Europei  | 86      | 0        | 1       | 85        | 11        | 372        | −361      |
| Qualificazioni Mondiali | 79      | 0        | 2       | 77        | 13        | 363        | −350      |
| Nations League          | 18      | 2        | 3       | 13        | 5         | 31         | −26       |
| Totali                  | 214     | 3        | 10      | 201       | 39        | 842        | −803      |

### Partite non ufficiali
| Avversario      | Giocate | Vittorie | Pareggi | Sconfitte | Gol fatti | Gol subiti | Diff. reti | % Vittorie |
| --------------- | ------- | -------- | ------- | --------- | --------- | ---------- | ---------- | ---------- |
| Canada olimpica | 1       | 0        | 0       | 1         | 0         | 1          | −1         | 0%         |
| Italia          | 1       | 0        | 0       | 1         | 0         | 8          | −8         | 0%         |
| Italia U-20     | 2       | 0        | 0       | 2         | 0         | 5          | −5         | 0%         |
| Libano          | 1       | 0        | 1       | 0         | 0         | 0          | 0          | 0%         |
| Siria           | 1       | 0        | 0       | 1         | 0         | 3          | −3         | 0%         |
| Turchia         | 1       | 0        | 0       | 1         | 0         | 4          | −4         | 0%         |
| Totale          | 7       | 0        | 1       | 6         | 0         | 21         | −21        | 0%         |

## Rosa attuale
Lista dei giocatori convocati dal CT Roberto Cevoli per le partite di qualificazione al campionato mondiale 2026 contro la Bosnia ed Erzegovina e l'Austria del 7 e 10 giugno 2025.
Presenze e reti aggiornate al 10 giugno 2025.
|  | P | Edoardo Colombo      | 24 gennaio 2001  | 13 | -24 | Forlì                  |  |  |
|  | P | Pietro Amici         | 27 gennaio 2004  | 1  | -5  | Forsempronese          |  |  |
|  | P | Matteo Zavoli        | 6 luglio 1996    | 1  | 0   | La Fiorita             |  |  |
|  |   |                      |                  |    |     |                        |  |  |
|  | D | Dante Carlos Rossi   | 12 luglio 1987   | 36 | 0   | Tropical Coriano       |  |  |
|  | D | Filippo Fabbri       | 7 gennaio 2002   | 32 | 1   | San Marino             |  |  |
|  | D | Michele Cevoli       | 22 luglio 1998   | 30 | 0   | Juvenes/Dogana         |  |  |
|  | D | Giacomo Benvenuti    | 3 febbraio 2006  | 9  | 0   | Sassuolo               |  |  |
|  | D | Tommaso Benvenuti    | 3 febbraio 2006  | 9  | 0   | Sassuolo               |  |  |
|  | D | Giacomo Valentini    | 26 giugno 2001   | 5  | 0   | Juvenes/Dogana         |  |  |
|  | D | Marco Pasolini       | 26 aprile 2003   | 3  | 0   | Pietracuta             |  |  |
|  | D | Alberto Riccardi     | 1º ottobre 2006  | 3  | 0   | La Fiorita             |  |  |
|  | D | Giacomo Matteoni     | 11 aprile 2002   | 0  | 0   | Pietracuta             |  |  |
|  |   |                      |                  |    |     |                        |  |  |
|  | C | Alessandro Golinucci | 10 ottobre 1994  | 58 | 2   | Virtus                 |  |  |
|  | C | Marcello Mularoni    | 8 settembre 1998 | 49 | 0   | Cosmos                 |  |  |
|  | C | Lorenzo Capicchioni  | 19 gennaio 2002  | 18 | 0   | Pietracuta             |  |  |
|  | C | Lorenzo Lazzari      | 6 giugno 2003    | 18 | 2   | Pietracuta             |  |  |
|  | C | Andrea Contadini     | 18 febbraio 2002 | 14 | 0   | Pietracuta             |  |  |
|  | C | Matteo Valli Casadei | 1º giugno 2005   | 10 | 0   | Vanchiglia             |  |  |
|  | C | Samuele Zannoni      | 29 aprile 2002   | 10 | 1   | Pietracuta             |  |  |
|  |   |                      |                  |    |     |                        |  |  |
|  | A | Nicola Nanni         | 2 maggio 2000    | 46 | 3   | Torres                 |  |  |
|  | A | Nicko Sensoli        | 14 giugno 2005   | 13 | 1   | Tre Fiori              |  |  |
|  | A | Nicolas Giacopetti   | 5 giugno 2006    | 9  | 0   | San Marino Academy U22 |  |  |
|  | A | Gabriel Capicchioni  | 12 maggio 2006   | 1  | 0   | Rimini                 |  |  |
|  | A | Fausto Salicioni     | 20 gennaio 2006  | 0  | 0   | Virtus Entella         |  |  |

## Staff tecnico
| Ruolo                    | Nome              |
| ------------------------ | ----------------- |
| Commissario tecnico      | Roberto Cevoli    |
| Collaboratore tecnico    | Leandro Vessella  |
| Preparatore atletico     | Ivan Celli        |
| Preparatore dei portieri | Carlo Magnani     |
| Medico federale          | Roberto Venturini |
| Fisioterapista           | Marco Pelaccia    |
| Fisioterapista           | Federico Proli    |
| Team manager             | Michele Raschi    |
| Match analyst            | Mattia Rizzo      |

## Statistiche di squadra

### Record

#### Generale
- Record di sconfitte consecutive: 60 (dal 4 settembre 2004 al 14 ottobre 2014)
- Record di partite consecutive senza vittorie: 140 (dal 4 settembre 2004 all'11 giugno 2024)
- Record di partite consecutive senza segnare un gol: 20 (dal 15 ottobre 2008 all'11 ottobre 2011)

## Record individuali

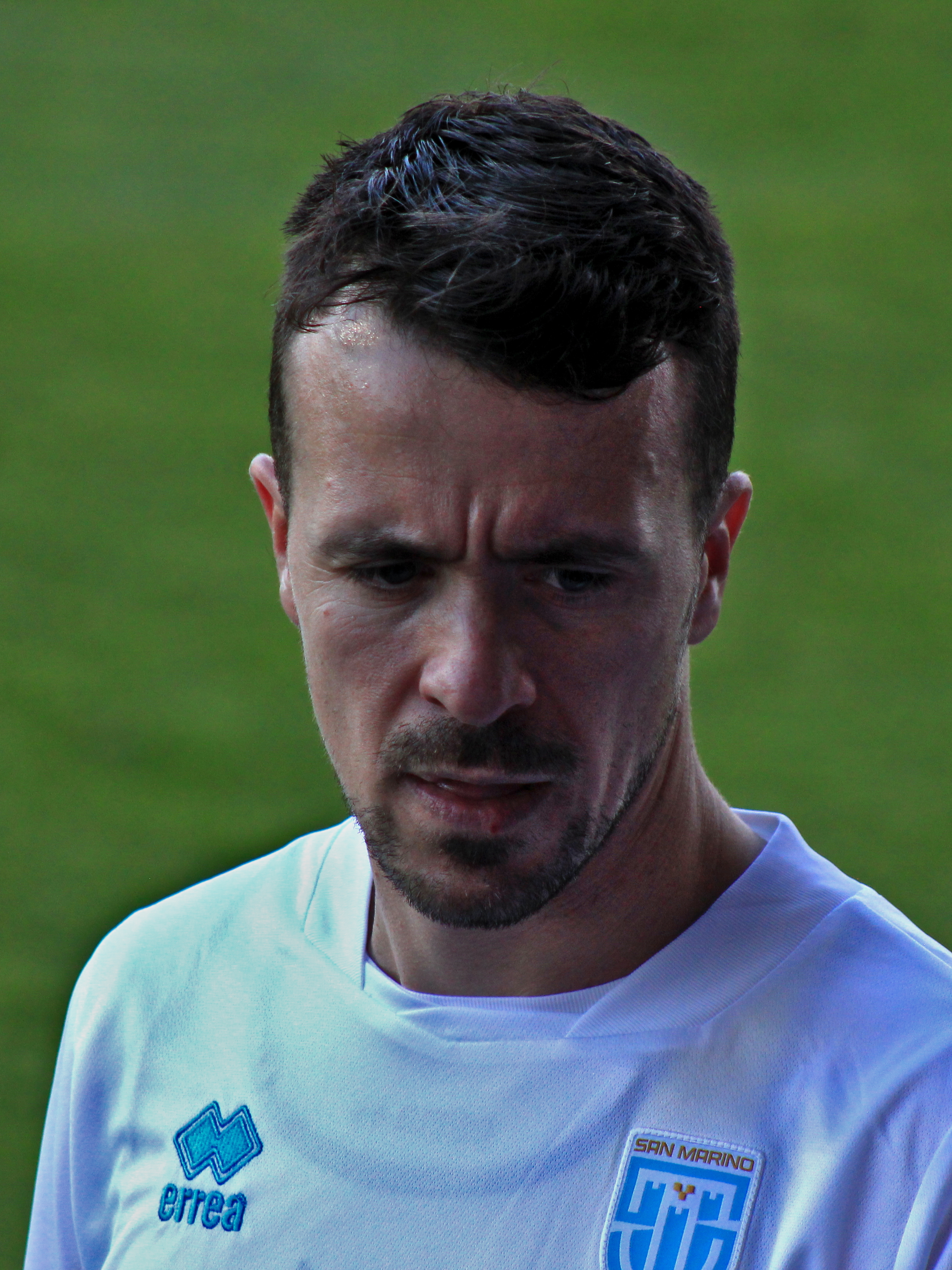
Matteo Vitaioli, detentore del primato di presenze con la nazionale sammarinese

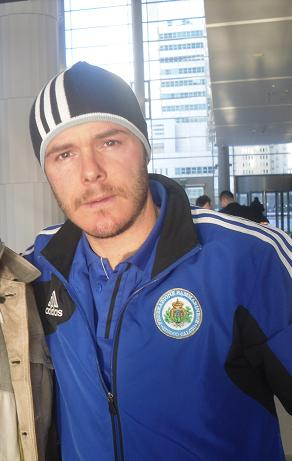
Andy Selva, detentore del primato di reti con la nazionale sammarinese

- In grassetto i giocatori ancora in attività in nazionale.

Dati aggiornati al 10 giugno 2025.
| Pos. | Giocatore              | Presenze | Reti | Periodo   |
| ---- | ---------------------- | -------- | ---- | --------- |
| 1    | Matteo Vitaioli        | 97       | 1    | 2007-     |
| 2    | Mirko Palazzi          | 75       | 1    | 2005-     |
| 3    | Andy Selva             | 73       | 8    | 1998-2016 |
| 4    | Damiano Vannucci       | 69       | 0    | 1996-2012 |
| 4    | Davide Simoncini       | 69       | 0    | 2006-2021 |
| 6    | Alessandro Della Valle | 65       | 1    | 2002-2017 |
| 7    | Aldo Simoncini         | 64       | 0    | 2006-2023 |
| 8    | Simone Bacciocchi      | 60       | 0    | 1998-2013 |
| 9    | Adolfo Hirsch          | 59       | 0    | 2014-2023 |
| 10   | Alessandro Golinucci   | 58       | 2    | 2015-     |

| Pos. | Giocatore            | Reti | Presenze | Periodo   |
| ---- | -------------------- | ---- | -------- | --------- |
| 1    | Andy Selva           | 8    | 73       | 1998-2016 |
| 2    | Filippo Berardi      | 3    | 35       | 2016-     |
| 2    | Nicola Nanni         | 3    | 46       | 2018-     |
| 4    | Lorenzo Lazzari      | 2    | 18       | 2022-     |
| 4    | Manuel Marani        | 2    | 33       | 2005-2012 |
| 4    | Alessandro Golinucci | 2    | 58       | 2015-     |
| 7    | Simone Giocondi      | 1    | 3        | 2024-     |
| 7    | Davide Gualtieri     | 1    | 9        | 1993-1999 |
| 7    | Samuele Zannoni      | 1    | 10       | 2024-     |
| 7    | Simone Franciosi     | 1    | 11       | 2022-     |

## Classifica FIFA
- 1993: 121º
- 1994: 131º
- 1995: 151º
- 1996: 165º
- 1997: 173º
- 1998: 179º
- 1999: 150º
- 2000: 168º
- 2001: 158º
- 2002: 160º
- 2003: 162º
- 2004: 164º
- 2005: 155º
- 2006: 194º
- 2007: 197º
- 2008: 201º
- 2009: 203º
- 2010: 203º
- 2011: 206º
- 2012: 207º
- 2013: 207º
- 2014: 179º
- 2015: 200º
- 2016: 202º
- 2017: 204º
- 2018: 211º
- 2019: 210º
- 2020: 210º
- 2021: 210º
- 2022: 211º
- 2023: 210º
- 2024: 210º